# Émile Herbillon
Émile Herbillon (Châlons-en-Champagne, 23 marzo 1794 – Parigi, 24 aprile 1866) è stato un generale francese.

## Biografia
Émile Herbillon nacque a Châlons-en-Champagne il terzo germinale dell'anno II (23 marzo 1794), figlio di Nicolas Martin Herbillon e di Marie Magdelaine Sophie Del. Inizialmente non destinato alla carriera militare, decise di intraprendere quella amministrativa ma si presentò come volontario alla coscrizione del 1813 dove entrò nella Garde impériale, vivendo col primo impero le peggiori sconfitte dell'ultima parte del governo napoleonico. Herbillon fu presente alla Battaglia di Waterloo, dopo la quale venne messo am ezzo soldo e reintegrato nell'esericito durante la Restaurazione. Dal 1820 divenne tenente e poi capitano nel 1825.
Con la Spedizione di Spagna del 1823, fu al seguito del duca d'Angoulème, passando poi alla colonia della Guadalupa; si spostò quindi in Africa del nord sotto il comando di Thomas-Robert Bugeaud, Christophe Louis Léon Juchault de Lamoricière e del duca d'Aumale per la conquista dell'Algeria; tenente colonnello del 62º reggimento di fanteria di linea nel 1841, venne promosso al rango di colonnello il 28 gennaio 1846. In quello stesso anno venne promosso maresciallo di campo e divenne comandante intermediario della provincia nel 1848, sottomettendo le regioni della Kabylie e dell'Aurès e prendendo nel 1849 l'oasi di Zaatcha dove scrisse la sua opera principale, Relation du siège de Zaatcha, pubblicata nel 1863. Tornò in Francia nel 1851 dove ottenne il grado di generale di divisione.
Nel 1855, comandò la propria divisione in Crimea dove combatté nella battaglia della Cernaia (16 agosto) contro i russi. Membro della Legion d'onore dal 1834, ottenne la gran croce il 16 giugno 1856. A pace firmata, rimase a disposizione dell'esercito e nel 1859, nel corso della Seconda guerra d'indipendenza italiana, venne nominato comandante militare di Genova.
Nel 1863, venne nominato senatore del secondo impero francese. Morì il 24 aprile 1866 a Parigi, venendo sepolto quattro giorni dopo nella sua città natale.
Il villaggio di Chetaïbi, in Algeria, portava un tempo il nome di Herbillon sino alla dichiarazione d'indipendenza dell'Algeria. Suo figlio, Alexandre Émile Herbillon (1826-1893), divenne colonnello dell'esercito francese.